# Stetten AG
| AG ist das Kürzel für den Kanton Aargau in der Schweiz. Es wird verwendet, um Verwechslungen mit anderen Einträgen des Namens Stetten zu vermeiden. |

Stetten (schweizerdeutsch: ˈʃtɛtːə) ist eine Einwohnergemeinde im Schweizer Kanton Aargau. Sie gehört zum Bezirk Baden und liegt im Reusstal, etwa in der Mitte zwischen Baden und Bremgarten.

## Geographie
Das Dorfzentrum Stettens liegt etwa einen halben Kilometer nordöstlich der Reuss inmitten einer leicht geneigten Ebene. Die Reuss hat durch Erosion eine markante Furche in der Schotterebene geschaffen, im Klosterfeld mündet der Dorfbach in den Fluss. Am östlichen Rand der Siedlung befindet sich eine Kiesgrube; sie entstand durch vollständige Abtragung des Moränenhügels Honert, auf dem sich einst das erste Wasserreservoir der Gemeinde befand. Die Industrie- und Gewerbezone im Nordosten ist mit Busslingen zusammengewachsen.
Die Fläche des Gemeindegebietes beträgt 441 Hektaren, davon sind 120 Hektaren mit Wald bedeckt und 90 Hektaren überbaut. Der höchste Punkt befindet sich auf 420 Metern an der südöstlichen Gemeindegrenze, der tiefste auf 348 Metern an der Reuss. Nachbargemeinden sind Niederrohrdorf im Norden, Remetschwil im Osten, Künten im Südosten, Niederwil im Süden, Tägerig im Westen und Mellingen im Nordwesten.

## Geschichte
Diverse Funde aus der Jungsteinzeit, der Latènezeit und der Römerzeit deuten auf eine frühe Besiedlung hin. Die erste urkundliche Erwähnung erfolgte im Jahre 998. Der Ortsname stammt vom althochdeutschen (ze) stetin und bedeutet «bei den Wohnstätten». Damals war das Dorf im Besitz des Klosters Einsiedeln. Als weitere Grundbesitzer kamen später die Klöster Engelberg, Hermetschwil, Königsfelden und Oetenbach hinzu. Im Mittelalter lag das Dorf im Herrschaftsbereich der Kyburger, ab 1273 in jenem der Habsburger.

Luftansicht (1946)

1415 eroberten die Eidgenossen den Aargau. Stetten war nun Bestandteil des Amtes Rohrdorf in der Grafschaft Baden, einer gemeinen Herrschaft. Im selben Jahr erwarb die Stadt Mellingen die niedere Gerichtsbarkeit, doch bereits 1494 konnten sich die Dorfbewohner von dieser Herrschaft freikaufen. 1529 schloss sich die Pfarrei Rohrdorf, zu der Stetten bis 1888 gehörte, der Reformation an. Nach dem Zweiten Kappelerkrieg im Jahr 1531 mussten die Einwohner Stettens wieder die katholische Konfession annehmen.
Im März 1798 nahmen die Franzosen die Schweiz ein und riefen die Helvetische Republik aus. Stetten war zunächst eine Gemeinde im kurzlebigen Kanton Baden, seit 1803 gehört sie zum Kanton Aargau. Bis weit ins 20. Jahrhundert war Stetten ein durch die Landwirtschaft geprägtes Dorf, ergänzt durch lokale Kleinindustrie und Heimarbeit für die Strohgeflechtindustrie in Wohlen. Dies änderte sich in den 1960er Jahren, als das Dorf nach der Eröffnung der nahe gelegenen Autobahn leichter erreichbar war und sich zu einer Wohngemeinde wandelte. Seit 1970 hat sich die Einwohnerzahl fast verdreifacht, vor allem die 1980er Jahre waren durch einen Bauboom geprägt.
2009 wurde die Renaturierung des Dorfbachs auf einer Strecke von 200 Metern eingeleitet.

## Sehenswürdigkeiten

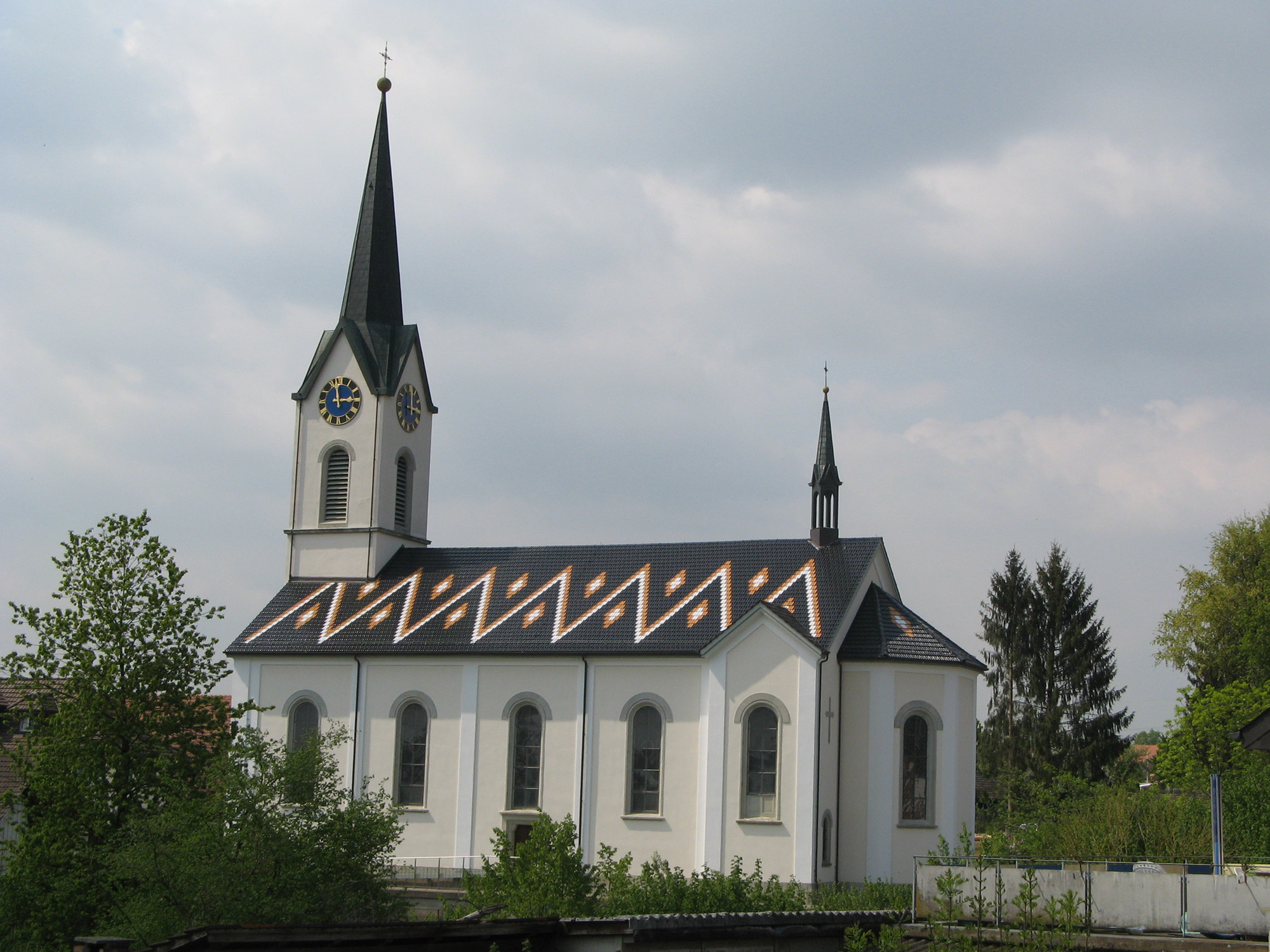
Katholische Kirche

Stetten besitzt einen weitgehend intakt gebliebenen Dorfkern mit sehenswerten Gebäuden aus dem späten 18. und dem frühen 19. Jahrhundert. Die Geschichte der Pfarrkirche St. Vinzenz reicht bis ins 12. Jahrhundert zurück. Nachdem 1881 der Kirchturm erneuert worden war, brach man 1883/84 auch das übrige Gebäude ab und es entstand ein Neubau in Form einer Saalkirche mit eingezogenem, dreiseitig schliessendem Chor.

## Wappen
Die Blasonierung des Gemeindewappens lautet: «In Rot getatztes weisses Doppelkreuz mit dreigespitztem Fuss, im Schildhaupt begleitet von zwei fünfstrahligen weissen Sternen.» Das im Jahr 1939 eingeführte Wappen zeigt das ungarische Doppelkreuz. Es ist ein Hinweis auf Königin Agnes von Ungarn, die 1352 den Hof Stetten dem Kloster Königsfelden geschenkt hatte.

## Bevölkerung
Die Einwohnerzahlen entwickelten sich wie folgt:
| Jahr      | 1850 | 1900 | 1930 | 1950 | 1960 | 1970 | 1980 | 1990 | 2000 | 2010 | 2020 |
| Einwohner | 498  | 429  | 463  | 512  | 544  | 786  | 958  | 1408 | 1547 | 1649 | 2224 |

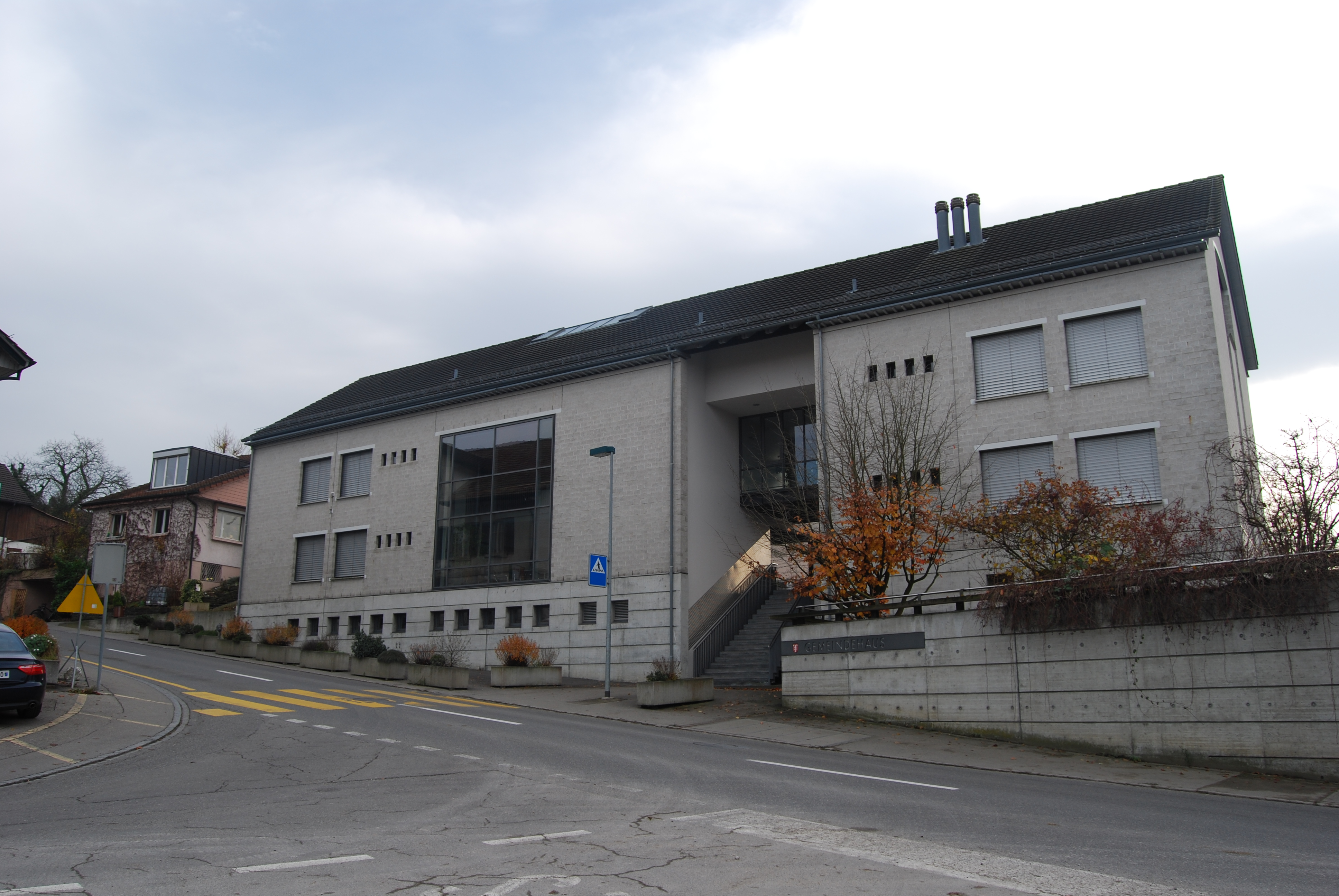
Gemeindehaus

Am 31. Dezember 2023 lebten 2496 Menschen in Stetten, der Ausländeranteil betrug 22 %. Bei der Volkszählung 2015 bezeichneten sich 45,2 % als römisch-katholisch und 19,8 % als reformiert; 35,0 % waren konfessionslos oder gehörten anderen Glaubensrichtungen an. 90,1 % gaben bei der Volkszählung 2000 Deutsch als ihre Hauptsprache an, 2,5 % Albanisch, 1,9 % Italienisch, 1,3 % Serbokroatisch, 1,0 % Portugiesisch sowie je 0,8 % Französisch und Englisch.

## Politik und Recht
Die Versammlung der Stimmberechtigten, die Gemeindeversammlung, übt die Legislativgewalt aus. Ausführende Behörde ist der fünfköpfige Gemeinderat. Er wird im Majorzverfahren vom Volk gewählt, seine Amtsdauer beträgt vier Jahre. Der Gemeinderat führt und repräsentiert die Gemeinde. Dazu vollzieht er die Beschlüsse der Gemeindeversammlung und die Aufgaben, die ihm vom Kanton zugeteilt wurden. Für Rechtsstreitigkeiten ist in erster Instanz das Bezirksgericht Baden zuständig. Stetten gehört zum Friedensrichterkreis V (Mellingen).

## Wirtschaft
In Stetten gibt es gemäss der im Jahr 2015 erhobenen Statistik der Unternehmensstruktur (STATENT) rund 860 Arbeitsplätze, davon 7 % in der Landwirtschaft, 70 % in der Industrie und 23 % im Dienstleistungsbereich. Die meisten Betriebe haben sich in der Gewerbezone am nordöstlichen Dorfrand angesiedelt. Eine wichtige Stellung nehmen Unternehmen der Baubranche ein. Stetten hat etwa gleich viele Zu- wie Wegpendler, zahlreiche Erwerbstätige arbeiten in der Agglomeration Baden.

## Verkehr

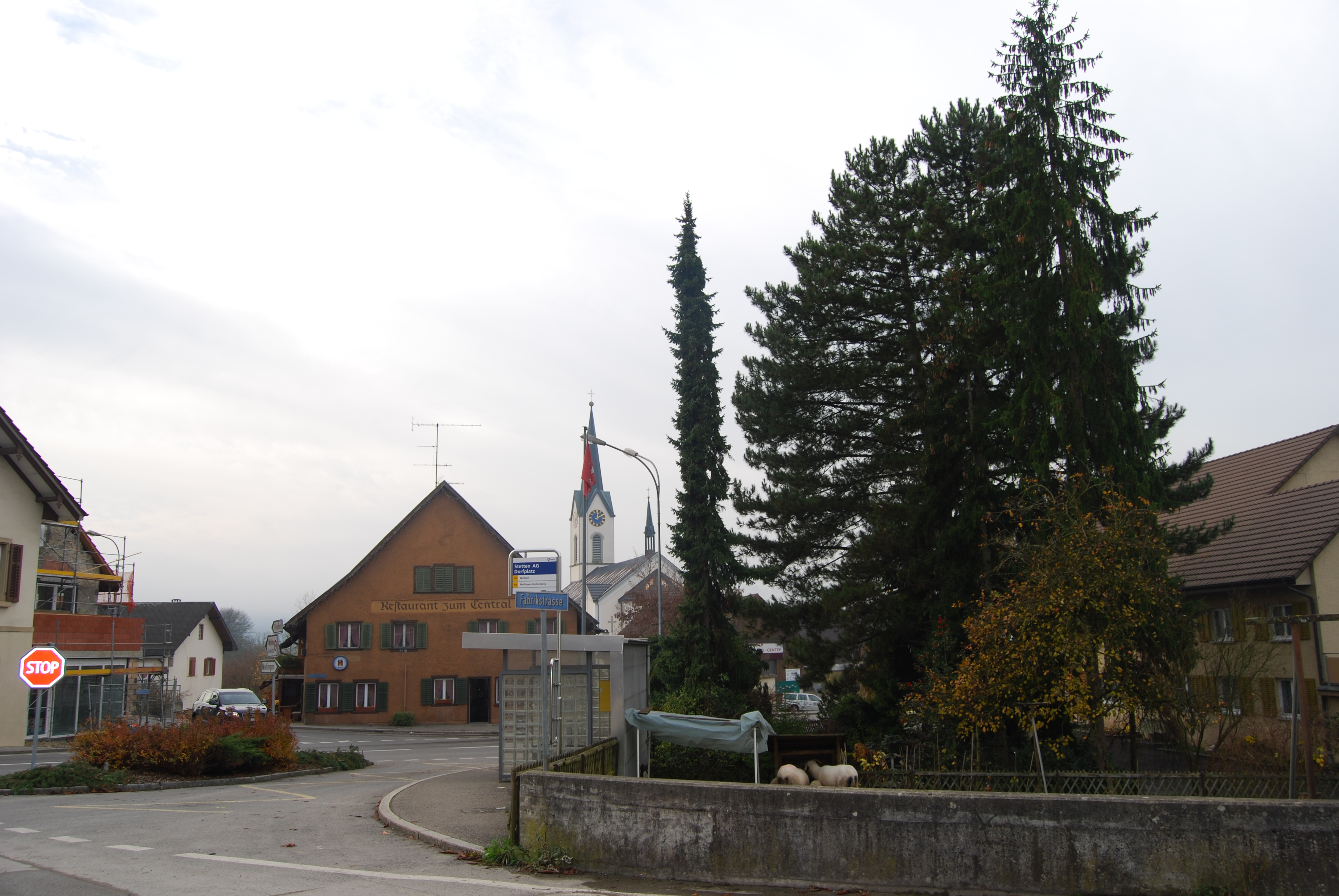
Dorfzentrum

Stetten liegt etwas abseits der Kantonsstrasse 281 zwischen Baden und Bremgarten, etwa sechs Kilometer südlich des Anschlusses Baden-West der Autobahn A1 bei Dättwil. Nebenstrassen führen nach Wohlen, Mellingen und Künten. Zwei Postautolinien kreuzen sich in Stetten, einerseits vom Bahnhof Baden nach Bremgarten, andererseits vom Bahnhof Wohlen zum Bahnhof Mellingen Heitersberg (Anschluss an die S-Bahn Zürich). An Wochenenden verkehrt ein Nachtbus von Baden nach Bremgarten.

## Bildung
Die Gemeinde verfügt über einen Kindergarten und ein Schulhaus, in dem die Primarschule unterrichtet wird. Sämtliche Oberstufen (Realschule, Sekundarschule und Bezirksschule) können in Mellingen besucht werden. Die nächstgelegenen Gymnasien sind die Kantonsschule Baden, die Kantonsschule Wettingen sowie die Kantonsschule Wohlen.